# Tyree Washington
Tyree Washington (Riverside, Estados Unidos, 28 de agosto de 1976) es un atleta estadounidense, especialista en la prueba de 400 m, en la que ha logrado ser campeón mundial en 2003.

## Carrera deportiva
En el Mundial de París 2003 ganó la medalla de oro en los 400 metros, con un tiempo de 44.77 segundos, quedando por delante del francés Marc Raquil y el jamaicano Michael Blackwood.